# Parachemmis
Genre
Parachemmis est un genre d'araignées aranéomorphes de la famille des Corinnidae.

## Distribution
Les espèces de ce genre se rencontrent au Brésil, au Guyana, en Colombie et au Panama.

## Liste des espèces
Selon World Spider Catalog (version 18.0, 14/06/2017) :
- Parachemmis fuscus Chickering, 1937
- Parachemmis hassleri (Gertsch, 1942)
- Parachemmis julioblancoi Martinez-G & Villarreal, 2017
- Parachemmis manauara Bonaldo, 2000

## Publication originale
- Chickering, 1937 : The Clubionidae of Barro Colorado Island, Panama. Transactions of the American Microscopical Society, vol. 56, no 1, p. 1-57.